# Zilverapalis
De zilverapalis (Apalis argentea) is een zangvogel uit de familie Cisticolidae.

## Verspreiding en leefgebied
Deze soort komt voor in oostelijk Congo-Kinshasa, Rwanda, Burundi en westelijk Tanzania.